# Iwan Barbowicz
Iwan Gawriłowicz Barbowicz, ros. Ива́н Гаври́лович Барбо́вич (ur. 15 stycznia?/27 stycznia 1874, zm. 21 marca 1947 w Monachium) – rosyjski wojskowy, uczestnik wojny rosyjsko-japońskiej, I wojny światowej oraz wojny domowej w Rosji po stronie Białych.

## Życiorys
Ukończył szkołę podchorążych kawalerii w Jelizawetgradzie w 1896, a później oficerską szkołę piechoty w Oranienbaumie i Szkołę Oficerów Kawalerii w Petersburgu. 
Żołnierz 30. pułku dragonów, brał udział w wojnie rosyjsko-japońskiej. 
Podczas I wojny światowej był dowódcą 2. szwadronu pułku. Wniósł znaczący wkład w zwycięstwo 10. Dywizji Kawalerii w bitwie pod Jarosławicami w sierpniu 1914. 30 grudnia 1915 został odznaczony Orderem Świętego Jerzego. W 1916 mianowany pułkownikiem. Zdemobilizowany w lutym 1918, zamieszkał w Charkowie. Zorganizował oddział konny ze swoich dawnych towarzyszy broni (66 żołnierzy i 9 oficerów), który wyszedł w pole 26 października 1918. Dołączył do Armii Ochotniczej Denikina. Od 1 marca 1919 dowódca 2 pułku konnego w Armii Krymsko-Azowskiej. Podczas walk o Perekop 23 marca 1919 został raniony bagnetem w głowę, mimo to pozostał na froncie. W kwietniu i maju 1919 dowódca brygady kawalerii. Od maja do października 1919 dowódca 1 Brygady Kawalerii 2 Dywizji 5 Korpusu Kawalerii dowodzonego przez gen. Józefowicza. Następnie do 18 grudnia 1919 dowódca 2 Dywizji Kawalerii. 10 grudnia 1919 mianowany generałem majorem. Od 18 grudnia 1919 dowódca 5 Korpusu Kawalerii. W marcu 1920 dowodził odwrotem Sił Zbrojnych Południa Rosji do Noworosyjska. W kwietniu 1920 został dowódcą 1 Dywizji Kawalerii w armii gen. Piotra Wrangla. 19 lipca 1920 mianowany generałem porucznikiem. 
W listopadzie 1920 ewakuował się wraz z resztkami armii Wrangla z Jałty do Gallipoli. Od września 1921 mieszkał w Belgradzie (był oficerem technicznym w ministerstwie wojny Królestwa Serbów, Chorwatów i Słoweńców), a od września 1944 w Niemczech.